# Slon, Prahova
Slon este un sat în comuna Cerașu din județul Prahova, Muntenia, România.
Obiective turistice
- Cimitirul Eroilor de la Tabla Buții, situat în apropierea fostului punct de vamă din pasul Tabla Buții, care adăpostește osemintele eroilor români, alături de cei străini, căzuți în luptele pentru reîntregirea neamului din primul război mondial, din august 1916.
- Din Slon pornea un drum roman, care trecea peste Vârful lui Crai și pasul Tabla Buții, iar apoi cobora la Vama Buzăului
- Tot aici sunt izvoarele pârâului Drajna, afluent al Teleajenului.

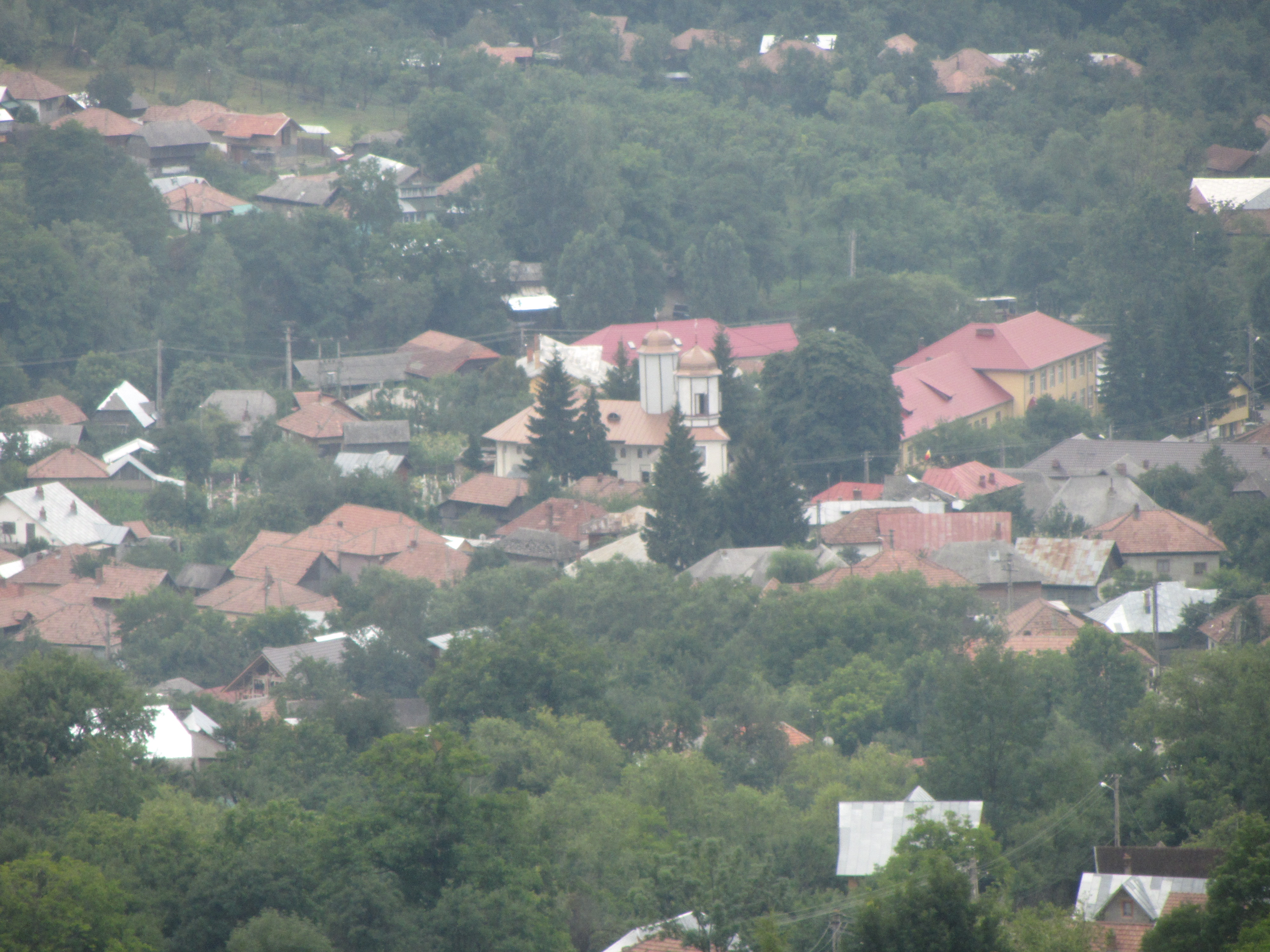
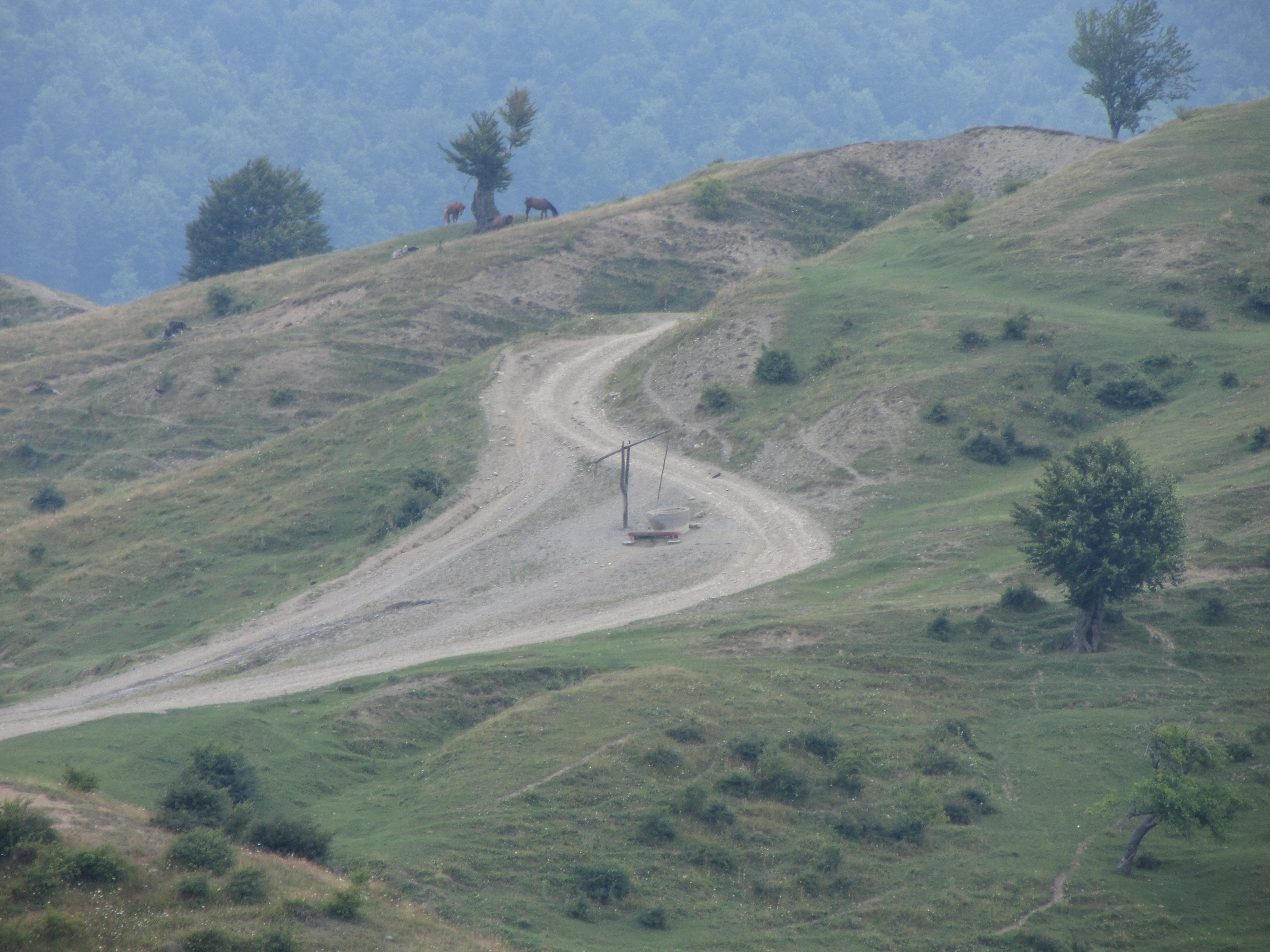

 Acest articol despre o localitate din județul Prahova este deocamdată un ciot. Puteți ajuta Wikipedia prin completarea lui.